# Shaka
Shaka, kralj Zulua (1781. ili 1787. — 22. rujna 1828.), jedan od najvećih i najpoznatijih poglavica plemena Zulu.
Najzaslužniji za pretvaranje Zulua od malog plemena do naroda. Rodio se u provinciji KwaZulu-Natal, današnja Južna Afrika.
Otac mu je bio poglavica plemena, a majka kći poglavice drugog plemena. Prema legendi, rodio se kao izvanbračno dijete, pa ga je otac protjerao. Preselio se pod poglavicu plemena Mthethwa koji se zvao Dingiswayo kojem su Zului plaćali danak. Kao vojnik služio je deset godina te je tamo osmislio taktiku bivoljih rogova.
Kada mu je otac umro, nakon kratke vladavine njegova mlađeg polubrata Sigujana preuzeo je vlast 1816. godine. Odlikovao se velikom hrabrošću. Ideje i vojne doktrine koje je prihvatio kod drugog poglavice, prenio je na svoj narod. Bio je okrutan kralj. Pravi diktator. Zaista je bio paranoik.
Kada mu je majka umrla, poludio je. Naredio je tromjesečni post, nikakvi usjevi se nisu smjeli sijati iduće godine, mlijeko se nije koristilo, svaka žena koja bi tada zatrudnjela, bila bi ubijena zajedno sa suprugom. Krave su ubijane da bi telci shvatili kako je biti bez majke.
Njegovoj polubraći je prekipjelo. Više puta su ga pokušali ubiti, da bi uspjeli 22. rujna 1828. Shaka je imao samo 47 godina. Na samrti im je rekao da su bezveze okrvavili ruke, jer će „lastavice” dobiti zemlju. Lastavice je naziv za bijele doseljenike.
Majka je skrivala da je trudna s njim, govoreći da joj trbuh raste od shake, crijevne bube, pa mu otud i ime.
Ubio ga je polubrat Dingane, koji je bio kralj Zulua 12 godina.

## Vanjske poveznice
- Shaka Zulu  Arhivirana inačica izvorne stranice od 24. rujna 2006. (Wayback Machine)